# Noah Cyrus
Noah Lindsey Cyrus (Nashville, 8 de gener de 2000) és una actriu i cantant estatunidenca. Va protagonitzar el paper principal en la versió en anglès de la pel·lícula animada de 2009 La Ponyo al penya-segat. El 2016, va publicar el seu senzill de debut «Make Me (Cry)», amb veus del cantant Labrinth. És la filla més jove de Tish Cyrus i Billy Ray Cyrus, i la germana menor de Miley Cyrus i Trace Cyrus.

## Filantropia
El 2013, Cyrus va utilitzar el seu 13è aniversari com a oportunitat per a recaptar fons per a la prohibició d'utilitzar carruatges tirats per cavalls a la ciutat de Nova York.
Més recentment, ha treballat amb People for the Ethical Treatment of Animals. Primer aparegué en un anunci en protesta contra la dissecció d'animals en les classes de laboratori dels instituts en lloc dels de plàstic o dels programes de dissecció virtual. Després en un altre donant suport al boicot a l'empresa de zoològics marins SeaWorld.
El 2019, després del llançament del seu senzill «Lonely», Cyrus es va associar amb la Crystal Campaign i va presentar una col·lecció de marxandatge anomenada The Lonely Collection, a fi de recaptar fons per a The Jed Foundation, una organització sense ànim de lucre que malda per protegir la salut emocional i prevenir el suïcidi d'adolescents i joves als Estats Units. Més tard, Cyrus es va unir a l'aplicació mòbil Depop i va posar a la venda la seva pròpia roba antiga i la recaptació també va ser per a The Fundació Jed.

## Filmografia
| Any       | Títol                                                     | Personatg               | Notes                                           |
| --------- | --------------------------------------------------------- | ----------------------- | ----------------------------------------------- |
| 2003-2004 | Doc                                                       | Gracie Herbert          | Paper recurrent (9 episodis; temporades 2-5)    |
| 2006-2010 | Hannah Montana                                            | Noia petita             | Paper recurrent (6 episodis; temporades 1-2, 4) |
| 2008      | Hannah Montana & Miley Cyrus: Best of Both Worlds Concert | Ella mateixa            | Pel·lícula musical                              |
| 2008      | Mostly Ghostly                                            |                         | Cameo                                           |
| 2008      | The Emperor's New School                                  | Veu                     | Episodi: "Guaka Rules"                          |
| 2008      | La Ponyo al penya-segat                                   | Ponyo                   | Paper principal (veu)                           |
| 2009      | Hannah Montana: The Movie                                 | Nena petita ballant     | Cameo                                           |
| 2012      | The Joey & Elise Show                                     | Ella mateixa            | 1 episodi                                       |
| 2012      | The Hugo & Rita Show                                      | Hugo i Rita             | 4 episodis                                      |
| 2014      | Take 2                                                    | Deb / Adamley / Allison | 3 episodis                                      |
| 2017      | Carpool Karaoke: The Series                               | Ella mateixa            | Episodi: "The Cyrus Family"                     |

| Any  | Títol            | Paper              | Notes                                  |
| ---- | ---------------- | ------------------ | -------------------------------------- |
| 2018 | Stoney Stories   | Ella mateixa (Veu) | Sèrie de YouTube                       |
| 2019 | I Think I'm OKAY | Ella mateixa       | Videoclip de Machine Gun Kelly         |
| 2019 | Graduation       | Becky              | Videoclip de Benny blanco & Juice WRLD |

| Any  | Títol  | Rol          | Notes                                        |
| ---- | ------ | ------------ | -------------------------------------------- |
| 2017 | Again  | Ella mateixa | Videoclip propi                              |
| 2019 | Lonely | Ella mateixa | Videoclip propi codirigit amb Symone Ridgell |

## Discografia

### EP
| Títol                 | Detalls |  |  |
| --------------------- | --- |  |  |
| Títol                 | Detalls |  |  |
| Good Cry              | - Llançament: 21 de setembre de 2018 - Discogràfica: Columbia Records - Formats: CD, Descarrega digital, streaming |  |  |
| The End of Everything | - Llançament: 15 de maig de 2020 - Discogràfica: Columbia Records - Formats: CD, descàrrega digital, streaming     |  |  |